# Berlinale 2006
La Berlinale 2006, 56e édition du festival international du film de Berlin (56. Internationalen Filmfestspiele Berlin), s'est tenue du 9 au 19 février 2006.

## Jury
- Charlotte Rampling (Royaume-Uni) - présidente du jury
- Matthew Barney (États-Unis)
- Yash Chopra (Inde)
- Marleen Gorris (Pays-Bas)
- Janusz Kaminski (Pologne)
- Yeong-ae Lee (Corée)
- Armin Mueller-Stahl (Allemagne)
- Fred Roos (États-Unis)

## Sélections

### Compétition
La sélection officielle en compétition se compose de 19 films.
| Titre                                           | Réalisation                            | Pays               | Distribution                                                                                                |
| ----------------------------------------------- | -------------------------------------- | ------------------ | --- |
| C'est l'hiver (Zemestan)                        | Rafi Pitts                             | Iran               | Mitra Hajjar, Ali Nicksaulat, Said Orkani, Hashem Abdi, Zahra Jafari                                        |
| Candy                                           | Neil Armfield                          | Australie          | Heath Ledger, Abbie Cornish, Geoffrey Rush                                                                  |
| Désir(s) (Sehnsucht)                            | Valeska Grisebach                      | Allemagne          | Andreas Müller, Ilka Welz, Anett Dornbusch                                                                  |
| Le Garde du corps (El custodio)                 | Rodrigo Moreno                         | Argentine          | Julio Chávez, Osmar Núñez, Marcelo D'Andrea, Elvira Onetto                                                  |
| Hors Jeu (Offside)                              | Jafar Panahi                           | Iran               | (film documentaire)                                                                                         |
| Isabella (Yi sa bui lai)                        | Pang Ho-cheung                         | Hong Kong          | Chapman To, Isabella Leong                                                                                  |
| L'Ivresse du pouvoir                            | Claude Chabrol                         | France             | Isabelle Huppert, François Berléand, Patrick Bruel, Robin Renucci                                           |
| Jugez-moi coupable (Find Me Guilty)             | Sidney Lumet                           | États-Unis         | Vin Diesel, Linus Roache, Ron Silver, Peter Dinklage, Annabella Sciorra                                     |
| The Last Show (A Prairie Home Companion)        | Robert Altman                          | États-Unis         | Garrison Keillor, Meryl Streep, Lily Tomlin, Tommy Lee Jones, Kevin Kline, Lindsay Lohan, Woody Harrelson   |
| Le Libre Arbitre (Der freie Wille)              | Matthias Glasner                       | Allemagne          | Jürgen Vogel, Sabine Timoteo, André Hennicke, Manfred Zapatka, Judith Engel                                 |
| Les Particules élémentaires (Elementarteilchen) | Oskar Roehler                          | Allemagne          | Moritz Bleibtreu, Christian Ulmen, Franka Potente, Martina Gedeck, Nina Hoss                                |
| Requiem (Requim)                                | Hans-Christian Schmid                  | Allemagne          | Sandra Hüller, Burghart Klaussner, Imogen Kogge, Anna Blomeier                                              |
| The Road to Guantánamo                          | Michael Winterbottom et Mat Whitecross | Royaume-Uni        | Riz Ahmed, Farhad Harun, Waqar Siddiqui, Afran Usman                                                        |
| Romanzo criminale                               | Michele Placido                        | Italie             | Kim Rossi Stuart, Anna Mouglalis, Pierfrancesco Favino, Claudio Santamaria, Jasmine Trinca, Stefano Accorsi |
| Sarajevo, mon amour (Grbavica)                  | Jasmila Žbanić                         | Bosnie-Herzégovine | Mirjana Karanović, Luna Mijović, Leon Lučev                                                                 |
| Slumming                                        | Michael Glawogger                      | Autriche           | Paulus Manker, August Diehl, Michael Ostrowski, Pia Hierzegger, Maria Bill                                  |
| Snow Cake                                       | Marc Evans                             | Canada             | Alan Rickman, Sigourney Weaver, Carrie-Anne Moss                                                            |
| Soap (En Soap)                                  | Pernille Fischer Christensen           | Danemark           | Trine Dyrholm, David Dencik                                                                                 |
| Vagues invisibles (Invisible Waves)             | Pen-ek Ratanaruang                     | Thaïlande          | Tadanobu Asano, Kang Hye-jeong                                                                              |

### Hors compétition
7 films sont présentés hors compétition.
- Truman Capote (Capote) de Bennett Miller
- Pat Garrett et Billy le Kid : Édition spéciale (Pat Garrett and Billy the Kid: Special Edition) de Sam Peckinpah
- Syriana de Stephen Gaghan
- Le Nouveau Monde (The New World) de Terrence Malick
- La Science des rêves de Michel Gondry
- V pour Vendetta (V for Vendetta) de James McTeigue
- Wu ji, la légende des cavaliers du vent (Wú Jí) de Chen Kaige

## Palmarès
- Ours d'or : Sarajevo, mon amour (Grbavica) de Jasmila Žbanić (Bosnie-Herzégovine)
- Ours d'or d'honneur : Ian McKellen et Andrzej Wajda
- Ours d'argent (Grand prix du jury) : ex æquo Hors Jeu (Offside, آفساید) de Jafar Panahi et Soap de  Pernille Fischer Christensen
- Ours d'argent du meilleur acteur : Moritz Bleibtreu pour Les Particules élémentaires (Elementarteilchen)
- Ours d'argent de la meilleure actrice : Sandra Hüller pour Requiem
- Ours d'argent du meilleur réalisateur : Michael Winterbottom et Mat Whitecross pour The Road to Guantánamo
- Ours d'argent de la meilleure musique de film : Peter Kam pour Yi sa bui lai

- Caméra de la Berlinale : Michael Ballhaus, Jürgen Böttcher, Laurence Kardish, Hans Helmut Prinzler et Peter B. Schumann